# Love Letter (singel Gackta)
Love Letter – dwudziesty piąty singel japońskiego artysty Gackta, wydany 1 marca 2006 roku. Singel osiągnął 9 pozycję w rankingu Oricon i pozostał na listach przebojów przez 7 tygodni. Sprzedano 27 512 egzemplarzy.

## Lista utworów
Wszystkie utwory zostały napisane i skomponowane przez Gackt C.
| Nr | Tytuł                  | Aranżacja           | Czas |
| -- | ---------------------- | ------------------- | ---- |
| 1. | "Love Letter"          | Gackt.C, Chachamaru | 5:01 |
| 2. | "Dybbuk"(Remix Version | Gackt.C, Chachamaru | 3:33 |